# تیاب (داراب)
تیاب، روستایی در دهستان کوهستان بخش رستاق شهرستان داراب در استان فارس ایران است.

## جمعیت
بر پایه سرشماری عمومی نفوس و مسکن در سال ۱۳۹۵، جمعیت این روستا برابر با ۲۶ نفر (۸ خانوار) بوده است.